# Jinggan (häradshuvudort i Kina, Shaanxi, lat 34,53, long 108,83)
Jinggan (kinesiska: 泾干, 泾阳, 泾干镇) är en häradshuvudort i Kina. Den ligger i provinsen Shaanxi, i den nordvästra delen av landet, omkring 30 kilometer norr om provinshuvudstaden Xi'an. Antalet invånare är 100 518. Befolkningen består av 49 984 kvinnor och 50 534 män. Barn under 15 år utgör 14,0 %, vuxna 15-64 år 78 %, och äldre över 65 år 7,0 %.
Runt Jinggan är det mycket tätbefolkat, med 2 431 invånare per kvadratkilometer. Jinggan är det största samhället i trakten. Trakten runt Jinggan består till största delen av jordbruksmark.
Genomsnittlig årsnederbörd är 669 millimeter. Den regnigaste månaden är september, med i genomsnitt 149 mm nederbörd, och den torraste är december, med 1 mm nederbörd.